# Tbc-zegel
De tbc-zegel is een serie postzegels die uitgegeven is met verwijzing naar het thema tuberculose. Tbc-zegels betroffen veelal toeslagzegels, waarbij het deel toeslag wat werd betaald bij de aankoop van de postzegel ten goede kwam aan tuberculose-instellingen en de bestrijding van tuberculose.